# Owen Brewster

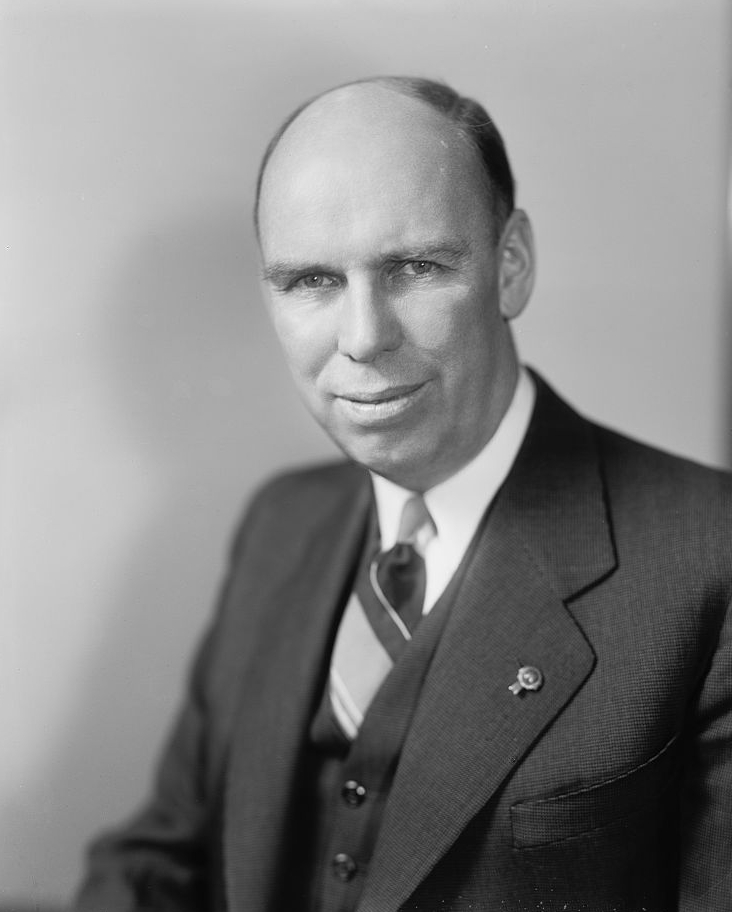
Ralph Owen Brewster

Ralph Owen Brewster (* 22. Februar 1888 in Dexter, Penobscot County, Maine; † 25. Dezember 1961 in Brookline, Massachusetts) war ein US-amerikanischer Politiker und von 1925 bis 1929 Gouverneur von Maine. Diesen Bundesstaat vertrat er außerdem in beiden Kammern des Kongresses.

## Frühe Jahre und politischer Aufstieg
Ralph Owen Brewster besuchte bis 1909 das Bowdoin College. Danach studierte er bis 1913 an der Harvard University Jura. Nach seiner Zulassung als Anwalt arbeitete er in einer Anwaltskanzlei in Portland. Zwischen 1917 und 1918 war Brewster Abgeordneter im Repräsentantenhaus von Maine. Er beendete seine letzte Amtszeit aber vorzeitig, weil er während des Ersten Weltkrieges der Nationalgarde beitrat. Dort brachte er es bis zum Captain. Nach seiner Militärzeit kehrte Brewster auf die politische Bühne zurück. Zwischen 1921 und 1923 war er erneut Mitglied des Repräsentantenhauses von Vermont; von 1923 bis 1925 saß er im Staatssenat. Im Jahr 1924 wurde er als Kandidat der Republikanischen Partei zum neuen Gouverneur seines Staates gewählt.

## Gouverneur von Maine
Brewster trat sein neues Amt am 8. Januar 1925 an. Nach einer Wiederwahl im Jahr 1926 konnte er bis zum 2. Januar 1929 im Amt bleiben. In seiner Amtszeit wurde angesichts des zunehmenden Verkehrs das Autobahnnetz des Staates erweitert. Eine Kommission zur Weiterentwicklung des Staates wurde gegründet und die Elektrifizierung wurde vorangetrieben. Im Jahr 1925 wurde ein gemeinsamer Ausschuss aller Neuenglandstaaten geschaffen. 1928 bewarb sich Brewster erfolglos um eine erneute Nominierung durch seine Partei.

## Weiterer Lebenslauf
Ebenso erfolglos bewarb sich Brewster 1932 um einen Sitz im US-Repräsentantenhaus. Im Jahr 1934 hatte er mehr Erfolg und er konnte die Jahre zwischen 1935 und 1941 in diesem Gremium in Washington, D.C. als Abgeordneter seines Staates verbringen. Im Jahr 1941 wechselte er in den US-Senat, in dem er bis 1952 verblieb. Er war zeitweise Vorsitzender eines Sonderausschusses, der sich mit der nationalen Verteidigung befasste. In dieser Zeit lieferte er sich als Mitglied eines Kongressausschusses einen Kampf mit Howard Hughes, einem der reichsten Männer Amerikas, dem er Unredlichkeit bei der Abrechnung von Rüstungsaufträgen vorwarf, aber Hughes konnte nichts bewiesen werden. Hughes wiederum machte Brewster zum Vorwurf, unter Einfluss der Konkurrenz von Pan Am gegen ihn vorzugehen, um dieser ein Monopol zu sichern. Dieser benutzte seinen Einfluss um Brewsters Wiederwahl in den Senat im Jahr 1952 zu verhindern. Danach zog sich Brewster in den Ruhestand zurück, wurde aber Mitglied einiger konservativer Organisationen. Angeblich soll er auch dem Ku-Klux-Klan nahegestanden sein, obwohl er das immer bestritt. Am 25. Dezember 1961 erlag Brewster einer Krebserkrankung. Er war mit Dorothy Foss verheiratet, mit der er zwei Kinder hatte.

## In der Popkultur
In Martin Scorseses Howard-Hughes-Filmbiografie Aviator (2004) wird Brewster von Alan Alda verkörpert, der hierfür eine Oscar-Nominierung als Bester Nebendarsteller einfuhr.